# Pseudemys concinna
Pseudemys concinna és una espècie de tortuga d'aigua dolça de la família dels Emydidae. L'espècie és originària del centre i l'est dels Estats Units.
Aquesta tortuga s'escalfa sobre troncs o roques escalfades pel sol, i sovint es troba en companyia d'altres tortugues aquàtiques amuntegades unes sobre les altres. Totes són ràpides per lliscar a l'aigua si se'ls molesta. Per naturalesa diürna, Pseudemys concinna es desperta amb l'escalfament del sol per prendre el sol i alimentar-se. Es pot moure amb una velocitat sorprenent a l'aigua i a la terra. No és estrany que vagi d'una massa d'aigua dolça a una altra, però sembla que molts individus desenvolupen zones d'habitatges força grans, que poques vegades o mai abandonen. Dorm a l'aigua, amagat sota la vegetació. A les zones bastant càlides roman actiu tot l'hivern, però en climes més freds pot quedar latent durant l'hivern fins a dos mesos, al fang, sota l'aigua. No respira durant aquest temps de metabolisme baix, però pot utilitzar l'oxigen de l'aigua, que absorbeix a través de la cloaca. El cooter del riu prefereix estar ben amagat sota les plantes aquàtiques durant el període de latència hivernal o mentre dorm cada nit.
Es troba des de Virgínia al sud fins al centre de Geòrgia, a l'oest fins a l'est de Texas, Oklahoma i al nord fins al sud d'Indiana, habitualment en rius de corrent moderat, així com en llacs i maresmes.